# イグデスマン&ジョー
イグデスマン&ジョー（Igudesman & Joo) は、共にユーディ・メニューイン音楽学校の生徒であったヴァイオリニストのアレクセイ・イグデスマンとピアニストのリチャード・ヒョンギ・ジョーの二人組である。主にクラシック音楽やポピュラー音楽をパロディにしたコメディスタイルのパーフォーマンスを行う。 "A Little Nightmare Music"と称したビデオクリップがYouTubeにおいて1500万を越えるヒットとなった。二人組の公演だけでなく、他のオーケストラや室内楽団との公演も行った。日本には2009年11月に来日し、クレメラータ・バルティカと共演した。